# Halt and Catch Fire (serie televisiva)
Halt and Catch Fire è una serie televisiva statunitense del 2014 ideata da Christopher Cantwell e Christopher C. Rogers.
Di genere period drama, la serie è ambientata nei primi anni ottanta del XX secolo, durante la rivoluzione dei personal computer.

## Trama
La serie è ambientata negli anni ottanta del XX secolo e racconta le vicende della Cardiff Electric che dopo l'assunzione di Joe MacMillan si trasforma in un'azienda produttrice di computer: il Giant e successivamente nella seconda stagione il Giant Pro. Cameron Howe viene ingaggiata per creare il BIOS del computer Giant ma dopo aver scartato il sistema operativo creato da lei, si licenzierà e fonderà la Mutiny Inc. produttrice di giochi online assumendo la maggior parte dei programmatori della Cardiff Electric. Successivamente oltre a giochi produrrà la piattaforma Mutiny Comunity grazie all'idea di Donna Clark. Essa diventerà il punto di forza della Mutiny Inc. tanto che aziende come la Westgroup Energy tenteranno di sbarazzarsi di Mutiny clonando la piattaforma Comunity per fare soldi. Il loro piano fallirà grazie al virus Sonaris creato da Gordon Clark.

## Episodi
| Stagione         | Episodi | Prima TV USA | Prima TV Italia |
| ---------------- | ------- | ------------ | --------------- |
| Prima stagione   | 10      | 2014         | 2019            |
| Seconda stagione | 10      | 2015         | 2019            |
| Terza stagione   | 10      | 2016         | 2019            |
| Quarta stagione  | 10      | 2017         | 2019            |

## Personaggi e interpreti

### Personaggi principali
- Joe MacMillan (stagione 1-4), interpretato da Lee Pace, doppiato da Oliviero Cappellini.
- Gordon Clark (stagione 1-4), interpretato da Scoot McNairy, doppiato da Walter Rivetti.
- Cameron (nata Catherine) Howe (stagione 1-4), interpretata da Mackenzie Davis, doppiata da Roberta Maraini.
- Donna Clark (stagione 1-4), interpretata da Kerry Bishé, doppiata da Sonia Mazza.
- John Bosworth (stagione 1-4), interpretato da Toby Huss, doppiato da Donato Sbodio.
- Sara Wheeler (stagione 2), interpretata da Aleksa Palladino, doppiata da Vanessa Giuliani.

### Personaggi ricorrenti
- Joanie Clark (stagioni 1-4), interpretata da Morgan Hinkleman (stagioni 1-3) e Kathryn Newton (stagioni 3-4), doppiata da Martina Tamburello.
- Hayley Clark (stagioni 1-4), interpretata da Alana Cavanaugh (stagioni 1-3) e Susanna Skaggs (stagione 4), doppiata da Erica Laiolo.
- Hunt Whitmarsh (stagione 1), interpretato da Scott Michael Foster, doppiato da Andrea Beltramo.
- Nathan Cardiff (stagioni 1-2), interpretato da Graham Beckel, doppiato da Pietro Ubaldi.
- Joe MacMillan, Sr. (stagione 1), interpretato da John Getz.
- Susan Emerson (stagioni 1-2), interpretata da Annette O'Toole, doppiata da Lucia Valenti.
- Malcolm "Lev" Levitan (stagione 1-3), interpretato da August Emerson, doppiato da Vito Paparella.
- Yo-Yo Engberk (stagione 1-3) interpretato da Cooper Andrews, doppiato da Gigi Scribani.
- Barry Shields (stagioni 1-2), interpretato da Mike Pniewski, doppiato da Gianni Gaude.
- Jacob Wheeler (stagione 2), interpretato da James Cromwell, doppiato da Gianni Gaude.
- Tom Rendon (stagioni 2-4), interpretato da Mark O'Brien, doppiato da Simone Lupinacci.
- Diane Gould (stagioni 3-4), interpretata da Annabeth Gish, doppiata da Laura Righi.
- Ryan Ray (stagione 3), interpretato da Manish Dayal.
- Ken Diebold (stagione 3), interpretato da Matthew Lillard.
- Dr. Katie Herman (stagione 4), interpretata da Anna Chlumsky, doppiata da Valentina Pollani.
- Alexa Vonn (stagione 4), interpretata da Molly Ephraim, doppiata da Chiara Francese.
- Tanya Reese (stagione 4), interpretata da Sasha Morfaw.
- Vera (stagione 4), interpretata da Chelsea Talmadge.
- Trip Kisker III (stagione 4), interpretato da Charlie Bodin.

## Produzione
Il suo titolo fa riferimento a un'istruzione fittizia in linguaggio macchina (Assembly) detta Halt and Catch Fire, che se eseguita porterebbe alla cessazione del funzionamento del computer con autodistruzione definitiva dell'hardware.
AMC ha commissionato l'episodio pilota della serie nel novembre del 2012, e la produzione è iniziata nell'aprile del 2013 ad Atlanta. Nel luglio dello stesso anno l'emittente ha annunciato la commissione di una stagione da dieci episodi di Halt and Catch Fire. Gli ideatori della serie sono Christopher Cantwell e Christopher C. Rogers, mentre lo showrunner è Jonathan Lisco.
Il 20 agosto 2014 AMC ha rinnovato la serie per una seconda stagione, che è iniziata il 31 maggio 2015.
L'8 ottobre 2015, dopo una lunga attesa dopo la fine della seconda stagione, arriva il rinnovo per la terza stagione, in onda dal 23 agosto 2016.
Il 10 ottobre 2016, la serie viene rinnovata per la quarta ed ultima stagione.

## Colonna sonora
La sigla della serie è un estratto del brano Still On Fire del disc jockey danese Trentemøller.

## Distribuzione
La serie è stata trasmessa originalmente dal 1º giugno 2014 su AMC. La serie è arrivata in Italia su Rai 4 il 13 marzo 2019 in seconda serata, a due anni dalla conclusione della serie negli Stati Uniti.

## Riconoscimenti (parziale)
- Primetime Emmy Awards
  - 2015 - Candidatura al design eccezionale del titolo principale a Patrick Clair, Raoul Marks, )Eddy Herringson e Paul Sangwoo Kim
- Satellite Award
  - 2015 - Candidatura alla miglior serie televisiva drammatica
  - 2015 - Candidatura al miglior attore in una serie drammatica a Lee Pace